# Phleng Chat
Phleng Chat (เพลงชาติไทย) est l'hymne national de la Thaïlande. Il a été adopté le 10 décembre 1939,.

## Historique
La mélodie a été composée par Peter Feit (dont le nom thaïlandais est Phra Jenduriyang), 1883–1968, un fils d'immigrant allemand et conseiller royal pour la musique. Les paroles sont de Luang Saranupraphan,.
L'hymne a été composé quelques jours après le coup d'État de 1932, et a été diffusé pour la première fois en juillet 1932. Les paroles originales sont de Khun Wichitmatra. En 1939, quand le Siam a changé de nom pour devenir la Thaïlande, un concours fut lancé pour créer de nouvelles paroles et celles de Luang Saranupraphan ont gagné. Le premier ministre Pibulsonggram décréta que l'hymne serait joué tous les jours à 8h00 et 18h00 et que tout le monde devrait se lever pour montrer le respect envers la nation. Cette loi est toujours en vigueur aujourd'hui,.

## Paroles

### Paroles actuelles
| Paroles officielles en thaï | Alphabet latin thaï | Alphabet cyrillique thaï | Alphabet thaï-lao | Transcription API | Traduction française |
| --- | --- | --- | --- | --- | --- |
| ประเทศไทยรวมเลือดเนื้อชาติเชื้อไทย เป็นประชารัฐ ไผทของไทยทุกส่วน อยู่ดำรงคงไว้ได้ทั้งมวล ด้วยไทยล้วนหมาย รักสามัคคี ไทยนี้รักสงบ แต่ถึงรบไม่ขลาด เอกราชจะไม่ให้ใครข่มขี่ สละเลือดทุกหยาดเป็นชาติพลี เถลิงประเทศชาติไทยทวี มีชัย ชโย, | Pràthẻrt thai ruôm lưởt nứa chảrt chứa thai Pen pràchar rát, phà thai khỗng thai thúk suồn Yùr damrong khỗng vái dảir tháng muôn Duổi thai luốn mãir, rák sãmákkhir Thai nír rák sàngòp, tềr thững róp mải khlàrt Èrkkàrảrt cà mải hải khrai khòm khỉr Sàlà lưởt thúk yàrt pen chảrt phálir Thàlỡrng pràthẻrt chảrt thai thávir, mir chai, cháyor! | Пра̀тхе̏рд тхай руам лы̏ад ны́а ча̏рд чы́а тхай Пен пра̀чар ра́д, пха̀ тхай ква̋нг тхай тху́г су̀ан Ю̀р дамронг ква̋нг ва́й да̏йр тха́нг муан Ду̏ай тхай лу́ан ма̋йр, ра́к са̋ма́гкир Тхай ни́р ра́г са̀нго̀б, тэ̀р тхы̋нг ро́б ма̏й кла̀рд Э̀ргга̀ра̏рд жа̀ ма̏й ха̏й край ко̀м ки̏р Са̀ла̀ лы̏ад тху́г я̀рд пен ча̏рд пха́лир Тха̀лъ̋рнг пра̀тхе̏рд ча̏рд тхай тха́вир, мир чай, ча́йор! | ປເທສໄທຍ໌ຣວມເລືອດເນື້ອຊາຕເຊື້ອໄທຍ໌ ເປັນປຊາຣັຖ ຜໄທຂອງໄທຍ໌ທຸກສ່ວນ ຢູ່ດຳຣົງຄົງໄວ້ໄດ້ທັງມວລ ດ້ວຍໄທຍ໌ລ້ວນໝາຍ ຮັກສາມັຄຄີ ໄທຍ໌ນີ້ຮັກສງົບແຕ່ເຖິງຣົບໄມ່ຂລາດ ເອກຣາຊຈະໄມ່ໃຫ້ໃຄຣຂົ່ມຂີ່ ສລະເລືອດທຸກຢາດເປັນຊາຕພລີ ຖເລີງປເທສຊາຕໄທຍ໌ທວີມີຊັຍຊໂຍ. | [prà.tʰêːt̚ tʰāj rūːə̯m lɯ̂ːə̯t̚ nɯ́ːə̯ t͡ɕʰâːt̚ t͡ɕʰɯ́ːə̯ tʰāj] [pēn prà.t͡ɕʰāː rát̚ ǀ pʰà.tʰāj kʰɔ̌ŋ tʰāj tʰúk̚ sùːə̯n] [jùː dām.rōŋ kʰɔ̌ŋ wáj dâːj tʰáŋ mūːə̯n] [dûːə̯j tʰāj lúːə̯n mǎːj ǀ rák̚ sǎ.mák̚.kʰīː] [tʰāj níː rák̚ sà.ŋòp̚ ǀ tɛ̀ː tʰɯ̌ŋ róp̚ mâj kʰlàːt̚] [ʔèːk̚.kà.râːt̚ t͡ɕàʔ mâj hâj kʰrāj kʰòm kʰîː] [sà.làʔ lɯ̂ːə̯t̚ tʰúk̚ jàːt̚ pēn t͡ɕʰâːt̚ pʰá.līː] [tʰà.lɤ̌ːŋ prà.tʰêːt̚ t͡ɕʰâːt̚ tʰāj tʰá.wīː mīː t͡ɕʰāj t͡ɕʰá.jōː ‖] | La Thaïlande unit la chair et le sang des Thaïlandais. La terre de la Thaïlande appartient aux Thaïs. Longtemps a été notre indépendance, souhaiter la souveraineté a permis de la maintenir, Parce que les Thaïlandais ont été unis pour toujours. Les Thaïs sont paisibles et aimants, Dans la guerre, nous ne sommes pas des lâches. Notre souveraineté ne sera jamais menacée, Nous sacrifierons chaque goutte de notre sang pour notre nation. Nous sommes prêts à mourir pour la liberté, la sécurité et la prospérité. |

### Paroles précédentes (1934–1939)
| Thaï, (par Tchan Khamvilaï) | Latin thaï | Transcription API | Traduction |
| --- | --- | --- | --- |
| เหล่าเราทั้งหลายขอน้อมกายถวายชีวิต รักษาสิทธิ์อิสสระณแดนสยาม ที่พ่อแม่สู้ยอมม้วยด้วยพยายาม ปราบเสี้ยนหนามให้พินาศสืบชาติมา แม้ถึงภัยไทยด้อยจนย่อยยับ ยังกู้กลับคงคืนได้ชื่นหน้า ควรแก่นามงามสุดอยุธยา นั้นมิใช่ว่าจะขัดสนหมดคนดี เหล่าเราทั้งหลายเลือดและเนื้อเชื้อชาติไทย มิให้ใครเข้าเหยียบย่ำขยำขยี้ ประคับประคองป้องสิทธิ์อิสสระเสรี เมื่อภัยมีช่วยกันจนวันตาย จะสิ้นชีพไว้ชื่อให้ลือลั่น ว่าไทยมั่นรักชาติไม่ขาดสาย มีไมตรีดียิ่งทั้งหญิงทั้งชาย สยามมิวายผู้มุ่งหมายเชิดชัยไชโยl | Lào rao tháng lãir khỗr nốrm kair thàvãi chirvít Rảksãr sìt ìtsàrà ná dêrn sàyãrm Thỉr phổr mểr sủr yôrm muối duổi pháyaryarm Pràrp siển nãrm hải phínảrt sừrp chãrt mar Mếr thững phai thai dổir con yôir yáp Yang kủr klàp khong khưrn dải chửrn nảr Khuôn khềr narm garm sùt àyúttháyar Nán mí chái vảr cà khàt sõn màt khon dir Lào rao tháng lãir lưởt lế nứa chứa chảrt thai Mí hải khrai khảo yiềp yảm khàyãm khàyĩr Pràkháp pràkhôrng pổrng sìt ìtsàrà sẻrrir Mửa phai mir chuổi kan con van tair Cà sỉn chỉrp vái chửr hải lưr lản Vảr thai mãn rák chảrt mải khàt sãir Mir maitrir dir yỉng tháng yỉng tháng chair Sàyãrm mí vair phủr mủng mãir chởrt chai chaiyor | [làw rāw tʰáŋ lǎːj kʰɔ̌ː nɔ́ːm kāːj tʰà.wǎj t͡ɕʰīː.wít̚] [râk̚.sǎː sìt̚ ʔìt̚.sà.ràʔ náʔ dɛ̄ːn sà.jǎːm] [tʰîː pʰɔ̂ː mɛ̂ː sûː jɔ̄ːm múəj dûəj pʰá.jāː.jāːm] [pràːp̚ sîːən.nǎːm hâj pʰí.nâːt̚ sɯ̀ːp̚ t͡ɕʰâːt̚ māː] [mɛ́ː tʰɯ̌ŋ pʰāj tʰāj dɔ̂ːj t͡ɕōn jɔ̂ːj jáp̚] [jāŋ kûː klàp̚ kʰōŋ kʰɯ̄ːn dâj t͡ɕɯ̂ːn nâː] [kʰūːən kɛ̀ː nāːm ŋāːm sùt̚ ʔà.jút̚.tʰá.jaː] [nán míʔ t͡ɕʰáj wâː t͡ɕàʔ kʰàt̚ sǒn mòt̚ kʰōn.dīː] [làw rāw tʰáŋ lǎːj lɯ̂ːət̚ lɛ́ nɯ́ːə t͡ɕʰɯ́ːə t͡ɕʰâːt̚ tʰāj] [míʔ hâj kʰrāj kʰâw jìːəp̚ jâm kʰà.jǎm kʰà.jǐː] [prà.kʰáp̚ prà.kʰɔ̄ːŋ pɔ̂ːŋ sìt ʔìt.sà.ràʔ sêː.riː] [mɯ̂ːə pʰāj mīː t͡ɕʰûəj kān t͡ɕōn wān tāːj] [t͡ɕàʔ sîn t͡ɕʰîːp̚ wáj t͡ɕʰɯ̂ː hâj lɯ̄ː lân] [wâː tʰāj mǎn rák̚ t͡ɕʰâːt̚ mâj kʰàt̚ sǎːj] [mīː māj.trīː dīː jîng tʰáŋ jîŋ tʰáŋ t͡ɕʰāːj] [sà.jǎːm míʔ wāːj phûː mûŋ mǎːj t͡ɕʰɤ̂ːt̚ t͡ɕʰāj t͡ɕʰāj.jōː] | Sacrifions tous nos vies Pour maintenir les droits à la liberté de la terre de Siam Que les ancêtres ont tenté de combattre jusqu'à leur mort Que les ennemis de la Thaïlande périssent Même si la catastrophe thaïlandaise est inférieure Mais toujours capable de restaurer l'indépendance C'est un honneur pour la belle Ayutthaya Ce n'est pas la fin des bonnes personnes. Nous tous, nous sommes de sang thaïlandais Ne permet à personne de nous opprimer Pour protéger les droits et la liberté Quand la catastrophe s'est entraidée jusqu'au jour de la mort Si nous mourons, le nom sera répandu Que la Thaïlande est fermement amoureuse de la nation Pour avoir une grande amitié pour les hommes et les femmes La gloire du Siam ne sera jamais perdue, hourra ! |

### Paroles originales (1932–1934)
| Thaï (par Khoun Vitchitmatra) | Latin thaï | Transcription API | Traduction |
| --- | --- | --- | --- |
| แผ่นดินสยามนามประเทืองว่าเมืองทอง ไทยเข้าครองตั้งประเทศเขตต์แดนสง่า สืบเผ่าไทยดึกดำบรรพ์โบราณลงมา รวมรักษาสามัคคีทวีไทย บางสมัยศัตรูจู่โจมตี ไทยพลีชีพร่วมรวมรุกไล่ เข้าลุยเลือดหมายมุ่งผดุงผะไท สยามสมัยบุราณรอดตลอดมา อันดินสยามคือว่าเนื้อของเชื้อไทย น้ำรินไหลคือว่าเลือดของเชื้อข้า เอกราษฎร์คือเจดีย์ที่เราบูชา เราจะสามัคคีร่วมมีใจ รักษาชาติประเทศเอกราชจงดี ใครย่ำยีเราจะไม่ละให้ เอาเลือดล้างให้สิ้นแผ่นดินของไทย สถาปนาสยามให้เทอดไทยไชโย | Phềrndin sàyãrm narm pràthươrng vảr mươrng thôrng Thai khảo khrôrng tảng pràthẻrt khèrt dêrn sàngàr Sừrp phào thai dừkdamban borrarn long mar Ruôm ráksãr sãrmákkhir thávir thai. Barng sàmãi sattrur cùr cormtir Thai phlir chỉrp ruổm ruôm rúk lải Khảo lui lưởt mãir mủng phàdung phàtai Sàyãrm sàmãi bùrarn rổrt tàlồrt mar. An din sàyãrm khưr vảr nứa khỗrng chúa thai Nárm rin lãi khưr vảr lưởt khỗrng chúa khảr Èrkkàrảrt kưr cerdir thỉr rao burchar Rao cà sãrmákkhir ruổm mir chai Ráksãr chảrt pràthẻrt èrkkàrảrt cong dir Khrai yảmyir rao cà mải lá hải Ao lưởt lárng hải sỉn phềrndin khỗrng thai Sàthãrpànar sàyãrm hải thởrt thai cháyor! | [pʰɛ̀ːn.dīn sà.jǎːm nāːm prà.tʰɯ̄ːəŋ wâː mɯ̄ːəŋ tʰɔ̄ːŋ] [tʰāj kʰâw kʰrɔ̄ːŋ tâŋ prà.tʰêːt̚ kʰèːt̚ dɛ̄ːn sà.ŋàː] [sɯ̀ːp̚ pʰàw tʰāj dɯ̀k̚.dām.bān bōː.rāːn lōŋ māː] [rūːəm rák̚.sǎː sǎː.mák̚.kīː tʰá.wīː tʰāj] [bāːŋ sà.mǎj sat̚.trūː t͡ɕùː t͡ɕōːm.tīː] [tʰāj pʰlīː t͡ɕʰîːp̚ rûːəm rūːəm rúk̚ lâj] [kʰâw lūj lɯ̂ːət̚ mǎːj mûŋ pʰà.dūŋ pʰà.tʰāj] [sà.jǎːm sà.mǎj bù.rāːn rɔ̂ːt̚ tà.lɔ̀ːt̚ māː] [ʔān dīn sà.jǎːm kʰɯ̄ː wâː nɯ́ːə kʰɔ̌ːŋ t͡ɕʰɯ́ːə tʰāj] [náːm rīn lǎj kʰɯ̄ː wâː lɯ̂ːət̚ kʰɔ̌ːŋ t͡ɕʰɯ́ːə kʰâː] [ʔèːk̚.kà.râːt̚ kʰɯ̄ː t͡ɕēː.dīː tʰîː rāw būː.t͡ɕʰāː] [rāw t͡ɕàʔ sǎː.mák.kʰīː rûːəm mīː t͡ɕʰāj] [rák.sǎː t͡ɕʰâːt̚ prà.tʰêːt̚ ʔèːk̚.kà.râːt̚ t͡ɕōŋ dīː] [kʰrāj jâm.jīː rāw t͡ɕà mâj láʔ hâj] [ʔāw lɯ̂ət̚ láːŋ hâj sîn pʰɛ̀ːn.dīn kʰɔ̌ːŋ tʰāj] [sà.tʰǎː.pà.nāː sà.jǎːm hâj tʰɤ̂ːt̚ tʰāj t͡ɕʰá.jōː] | Le pays siamois est réputé comme le pays de l'or. Les Thaïlandais ont conquis cette belle terre. Les Thaïlandais le servaient depuis l'Antiquité. Unis, nous l'avons défendu À certaines époques, nos ennemis nous ont attaqués. Mais les Thaïlandais ont sacrifié leur vie pour sauver leur patrie. Avec le sang, nous nous sommes battus pour notre souveraineté Et jusqu'ici nous avons gardé le Siam en vie. Cette terre siamoise est le rempart de la race thaïlandaise Notre sang coule dans les veines de cette nation. L'indépendance est comme une pagode que nous honorons Nous nous lèverons et nous tiendrons un. Pour protéger notre patrie et notre souveraineté si chères. Il n'y aura pas de pitié pour ceux qui le déshonorent. Nous massacrerons jusqu'à ce que leurs restes ne soient plus. Pour glorifier notre grande terre siamoise, hourra ! |